# Schizocosa salsa
Schizocosa salsa este o specie de păianjeni din genul Schizocosa, familia Lycosidae, descrisă de Barnes, 1953. Conform Catalogue of Life specia Schizocosa salsa nu are subspecii cunoscute.